# Jan Kaniewski
Jan Kaniewski (ur. 27 stycznia 1897 w Warszawie, zm. ?) – polski działacz państwowy i partyjny i spółdzielczy, inżynier budownictwa wodnego, legionista i powstaniec śląski i warszawski. W latach 1945–1950 zastępca pełnomocnika Rządu RP na Okręg Pomorze Zachodnie i wicewojewoda szczeciński.

## Życiorys
W 1917 ukończył Prywatną Szkołę Filologiczną im. Staszica w Lublinie, następnie podjął studia na Uniwersytecie Jagiellońskim. W listopadzie 1918 wziął udział w rozbrajaniu żołnierzy austriackich w Krakowie. Został członkiem Polskiej Organizacji Wojskowej i I Brygady Legionów Polskich. Uczestniczył w I powstaniu śląskim, podczas którego nawiązał kontakty ze środowiskami lewicowymi m.in. Marianem Buczkiem. W 1920 wyemigrował do Francji, po roku powrócił do Polski. Studiował na Politechnice Lwowskiej i Politechnice Warszawskiej, na drugiej z uczelni ukończył Wydział Inżynierii Wodnej. Od 1934 inspektor wodno-melioracyjny i kierownik referatu w Ministerstwie Rolnictwa i Reform Rolnych.
Pomiędzy 1939 a 1941 przebywał w Krakowie, następnie w Warszawie. Uczestnik powstania warszawskiego, po którym znalazł się w obozie w Pruszkowie. Następnie deportowany na roboty przymusowe w III Rzeszy, skąd uciekł i schronił się w Skierniewicach. Po wojnie wstąpił do Polskiej Partii Socjalistycznej (lubelskiej), a w 1948 wraz z nią przystąpił do Polskiej Zjednoczonej Partii Robotniczej. Od lutego 1945 pracował w Biurze Ziem Zachodnich przy Prezydium Rady Ministrów. 20 kwietnia 1945 objął stanowisko zastępcy pełnomocnika Rządu RP na Okręg Pomorze Zachodnie Leonarda Borkowicza, a po utworzeniu województwa szczecińskiego – wicewojewody. Pozostał na nich do likwidacji urzędu w 1950. W kolejnych latach zatrudniony jako kierownik działu w Biurze Projektów Wodno-Melioracyjnych w Warszawie.